# Anne Marit Jacobsen
Anne Marit Jacobsen (Oslo, 7 november 1946) is een Noorse actrice.

## Biografie
Jacobsen werd geboren in Oslo waar zij afstudeerde aan de Statens teaterhøgskole. Zij maakte in 1969 haar acteerdebuut in het Nationaltheatret, hierna speelde zij nog diverse rollen in het theater.
Jacobsen begon in 1965 met acteren voor televisie in de film 4 x 4, waarna zij nog meerdere rollen speelde in films en televisieseries. Zo speelde zij in onder andere Hvaler (2008-2010) en Frikjent (2015-2016).

## Filmografie
Uitgezonderd korte films en eenmalige gastrollen.
- Bibsys: 90681413
- Gemeinsame Normdatei: 1197936505
- KulturNav: 0eaf326f-3134-478e-bf35-d4d5db237226
- Système universitaire de documentation: 268243549
- Virtual International Authority File: 193145970107132251036
- WorldCat: E39PBJm4TwTxWBb6FcgwWBVDMP